# 李佃贵
李佃贵（1950年7月—），男，河北张家口人，中国中医内科学家，河北省中医院主任医师、教授，第三届国医大师。